# Cēsis
Cēsis (in tedesco Wenden, in polacco Kieś) è un comune della Lettonia di 19.977 abitanti (dati 2009)

## Geografia antropica

### Suddivisioni amministrative
Il comune è stato istituito nel 2009 ed è formato dalle seguenti unità amministrative:
- Vaive
- Cēsis, sede comunale

## Luoghi di Interesse
- Castello di Cēsis

## Amministrazione

### Gemellaggi
- Venafro